# Lijst van nummer 1-hits in de Vlaamse top 10 in 2004
De volgende hits stonden in 2004 op nummer 1 in de Vlaamse top 10.
| Datum        | Artiest         | Titel                      |
| ------------ | --------------- | -------------------------- |
| 3 januari    | X!NK            | De vriendschapsband        |
| 10 januari   | Gene Thomas     | Voor haar                  |
| 17 januari   | Gene Thomas     | Voor haar                  |
| 24 januari   | Gene Thomas     | Voor haar                  |
| 31 januari   | Gene Thomas     | Voor haar                  |
| 7 februari   | Gene Thomas     | Voor haar                  |
| 14 februari  | Gene Thomas     | Voor haar                  |
| 21 februari  | Gene Thomas     | Voor haar                  |
| 28 februari  | Gene Thomas     | Voor haar                  |
| 6 maart      | Spring          | Jan zonder vrees           |
| 13 maart     | Spring          | Jan zonder vrees           |
| 20 maart     | Spring          | Jan zonder vrees           |
| 27 maart     | Spring          | Jan zonder vrees           |
| 3 april      | Gene Thomas     | Wees van mij               |
| 10 april     | Gene Thomas     | Wees van mij               |
| 17 april     | Gene Thomas     | Wees van mij               |
| 24 april     | Spring          | Jan zonder vrees           |
| 1 mei        | Tonya           | Hoelahoepen                |
| 8 mei        | Tonya           | Hoelahoepen                |
| 15 mei       | Tonya           | Hoelahoepen                |
| 22 mei       | Tonya           | Hoelahoepen                |
| 29 mei       | Tonya           | Hoelahoepen                |
| 5 juni       | Tonya           | Hoelahoepen                |
| 12 juni      | Tonya           | Hoelahoepen                |
| 19 juni      | Tonya           | Hoelahoepen                |
| 26 juni      | Spring          | Met de trein naar Oostende |
| 3 juli       | Spring          | Met de trein naar Oostende |
| 10 juli      | Spring          | Met de trein naar Oostende |
| 17 juli      | Spring          | Met de trein naar Oostende |
| 24 juli      | Spring          | Met de trein naar Oostende |
| 31 juli      | Spring          | Met de trein naar Oostende |
| 7 augustus   | Spring          | Met de trein naar Oostende |
| 14 augustus  | Spring          | Met de trein naar Oostende |
| 21 augustus  | Spring          | Met de trein naar Oostende |
| 28 augustus  | De Feestridders | Allo                       |
| 4 september  | De Feestridders | Allo                       |
| 11 september | Clouseau        | Vanbinnen                  |
| 18 september | Clouseau        | Vanbinnen                  |
| 25 september | Clouseau        | Vanbinnen                  |
| 2 oktober    | Clouseau        | Vanbinnen                  |
| 9 oktober    | Clouseau        | Vanbinnen                  |
| 16 oktober   | Clouseau        | Vanbinnen                  |
| 23 oktober   | Clouseau        | Vanbinnen                  |
| 30 oktober   | Clouseau        | Vanbinnen                  |
| 6 november   | Clouseau        | Vanbinnen                  |
| 13 november  | Clouseau        | Vanbinnen                  |
| 20 november  | Spring          | Vrije val                  |
| 27 november  | Clouseau        | Ik denk aan jou            |
| 4 december   | Clouseau        | Ik denk aan jou            |
| 11 december  | Clouseau        | Ik denk aan jou            |
| 18 december  | Clouseau        | Ik denk aan jou            |
| 25 december  | Clouseau        | Ik denk aan jou            |

Lijsten van nummer 1-hits in de Radio 2 Top 30

1970 ·
1971 ·
1972 ·
1973 ·
1974 ·
1975 ·
1976 ·
1977 ·
1978 ·
1979 ·
1980 ·
1981 ·
1982 ·
1983 ·
1984 ·
1985 ·
1986 ·
1987 ·
1988 ·
1989 ·
1990 ·
1991 ·
1992 ·
1993 ·
1994 ·
1995 ·
1996 ·
1997 ·
1998 ·
1999 ·
2000 ·
2001 ·
2002 ·
2003 ·
2004 ·
2005 ·
2006 ·
2007 ·
2008 ·
2009 ·
2010 ·
2011 ·
2012 ·
2013 ·
2014 ·
2015 ·
2016 ·
2017 ·
2018 ·
2019 ·
2020 ·
2021 ·
2022 ·
2023 ·
2024 ·
2025
Lijsten van nummer 1-hits in de Ultratop 50 

1995 ·
1996 ·
1997 ·
1998 ·
1999 ·
2000 ·
2001 ·
2002 ·
2003 ·
2004 ·
2005 ·
2006 ·
2007 ·
2008 ·
2009 ·
2010 ·
2011 ·
2012 ·
2013 ·
2014 ·
2015 ·
2016 ·
2017 ·
2018 ·
2019 ·
2020 ·
2021 ·
2022 ·
2023 ·
2024 ·
2025
Lijsten van nummer 1-hits in de Vlaamse top 50

2001 ·
2002 ·
2003 ·
2004 ·
2005 ·
2006 ·
2007 ·
2008 ·
2009 ·
2010 ·
2011 ·
2012 ·
2013 ·
2014 ·
2015 ·
2016 ·
2017 ·
2018 ·
2019 ·
2020 ·
2021 ·
2022 ·
2023 ·
2024 ·
2025
- Nederland (Top 40)
- Nederland (Single Top 100)
- Nederland (3FM Mega Top 50)
- Nederland (Outlaw 41)
- Nederland (DVD Top 30)
- Vlaanderen (Radio 2 Top 30)
- Vlaanderen (Ultratop 50)
- Vlaanderen (Top 30 van Ultratop)
- Wallonië
- Australië
- Denemarken
- Duitsland
- Frankrijk
- Ierland
- Italië
- Nieuw-Zeeland
- Noorwegen
- Oostenrijk
- Verenigd Koninkrijk
- Verenigde Staten (Hot 100)
- Zweden
- Zwitserland